# Потье де Жевр, Франсуа-Бернар
Франсуа-Бернар Потье де Жевр (фр. François-Bernard Potier de Gesvres; 15 июля 1655 — 15 апреля 1739), герцог де Трем, 2-й герцог де Жевр, пэр Франции — французский государственный и военный деятель.

## Биография
Сын Леона Потье, герцога де Жевра, и Франсуазы-Анжелики дю Валь.
Маркиз де Фонтене-Марёй, д'Аннебо и де Ганделю.
Начал службу капитаном в Королевском кавалерийском полку. В 1673 году участвовал в осаде Маастрихта и взятии Трира, где провел зиму. В 1674 году участвовал в битве при Зинсхайме, в 1675-м при Туркхайме. Командовал полком своего имени, с которым принимал участие во взятии Динана, Юи и Лимбурга, осадах Бушена, Конде и Эра, в деблокировании Маастрихта и Цвайбрюккена в 1676 году, Валансьена, Камбре и Сен-Гилена в 1677 году, Ипра и бою при Сен-Дени в 1678 году, служил при осаде Казале в 1681 году, во Фландрии в 1684 году. В 1688 году был ранен при осаде Мангейма.
Унаследовал губернаторство в Валуа и Крепи.
Первый дворянин Палаты короля (11.02.1690), бригадир (10.03.1690). В том же году служил под командованием дофина, в 1691 году участвовал в осаде Монса.
28 июля 1703 принес в Парламенте присягу в качестве пэра Франции. 19.12.1704 стал губернатором Парижа.
12 сентября 1715 как первый дворянин участвовал в первом заседании Парламента в присутствии Людовика XV.
В 1722 году отказался от титулов герцога и пэра в пользу сына. 7 июня 1724 пожалован в рыцари орденов короля.

## Семья
Жена (15.06.1690): Мари-Мадлен-Луиза-Женевьева де Сегльер (1664—1702), дочь Жоашена де Сегльера, сеньора де Буафран и Сен-Уан, канцлера и сюринтенданта строений герцога Орлеанского, и Женевьевы Гедуэн де Туш
Дети:
- Франсуа-Жоашен-Бернар (29.09.1692—19.09.1757), герцог де Жевр. Жена (2.06.1709): Мари-Мадлен Мазерани (ум. 8.07.1717), дочь Бартелеми Мазерани, сеньора де Ла-Верьер, рекетмейстера, и Жанны-Батисты Лефевр де Комартен
- Луи-Леон (28.07.1695—28.12.1774), герцог де Трем. Жена (6.04.1729): Элеонора-Мари де Монморанси-Люксембург (1715—30.07.1755), дочь Кристиана-Луи де Монморанси-Люксембурга, принца де Тенгри, маршала Франции
- Этьен-Рене (2.01.1697—7.1774), епископ Бове, кардинал
- Мари-Франсуаза (р. 5.12.1697). Муж (контракт 17.09.1715): граф Луи-Мари-Виктор де Бетюн (ок. 1670—1744)